# Rooikat
Rooikat (afrik. karakal) – opancerzony samochód rozpoznawczy opracowany i produkowany w Południowej Afryce. Pojazd został opracowany z myślą o działaniu w trudnych warunkach pustynnych.
Prototyp pojazdu, który stał się podstawą do opracowania nowego wozu rozpoznawczego dla południowoafrykańskiej armii, powstał w 1976. Rooikat został opracowany z wykorzystaniem doświadczeń konfliktów lokalnych toczonych w Afryce, w tym wojny w Angoli. Państwowy koncern Armscor opracował pojazd, którego dostawy do armii RPA rozpoczęły się w 1983.
Głównym zadaniem pojazdu Rooikat jest prowadzenie rozpoznania  na polu walki. Do drugorzędnych zadań przewidziano wsparcie walczących wojsk, zwalczanie pojazdów opancerzonych i działania przeciwpartyzanckie. Misje te wymagają od pojazdu dużej autonomiczności i zdolności do działania w warunkach pustynnych i stepowych.
Pancerz Rooikata chroni przed pociskami z działek małokalibrowych stosowanych w dużej liczbie przez wiele afrykańskich państw – potencjalnych przeciwników RPA.